# Keetmanshoop
Keetmanshoop (afrikaans per: l'esperança de Keetman) és la capital de Karas, una de les regions administratives de Namíbia. És la capital i el centre econòmic del sud del país. El 2011 la ciutat tenia 18.900 habitants, una augmentació de 21,6% en deu anys sobre 525 km². La zona rural a l'entorn de la ciutat cobreix 37.900 km² amb només 7100 habitants. Està situada a la cruïlla de dos importants carreteres i sobre el Ferrocarril Trans-Namib de Windhoek a Upington, a Sud-àfrica,

## Història
Abans de l'arribada dels europeus la zona era coneguda com a Nu-gouses, que significa "Pantà Negre", indicant la presència d'una deu en aquesta àrea. El 1860 la Societat Missionera Renana va fundar una missió allà per a imposar la seva fe i convertir la població Nama.
La data de fundació de la ciutat es considera el 14 d'abril de 1866, dia d'arribada a la zona de Johann Georg Schröder, qui va ser el primer missioner de la missió que va fundar. La missió va ser anomenada així pel comerciant i banquer d'Hamburg, Johann Keetman que va recolzar econòmicament la missió. Tot i que ell mateix mai va visitar el lloc, el van nomenar així al seu honor.
Durant el període d'ocupació de Namíbia (llavors anomenada Àfrica del Sud-oest) per part de Sud-àfrica, i mentre es van aplicar les polítiques de "desenvolupament separat" de l'apartheid, la ciutat va servir com a capital administrativa del bantustan de Namaland.

## Economia
Keetmanshoop compta amb un aeroport servit per vols regulars de la línia nacional. A prop de la ciutat hi ha dos boscos de pintorescs i peculiars arbres Aloe dichotoma («arbre de buirac»), una de les espècies més amenaçades de la zona. La ciutat es troba prop de la presa Naute al riu Löwen. És un centre important de la comunitat ramadera d'ovelles. Els principals productes industrials són aliments, pell d'ovella i articles de cuir.

## Monuments
- El museu de Keetmanshoop: situat a l'església de la missió renana (1895) declarat monument nacional el 1978. La seva combinació única del motlle gòtic en pedra africana la fa una de les obres mestres arquitectòniques del país i una atracció turística popular.
- La casa de correus (1910).